# Rhytidoponera pulchella
Rhytidoponera pulchella é uma espécie de formiga do gênero Rhytidoponera.